# Ayesha Takia

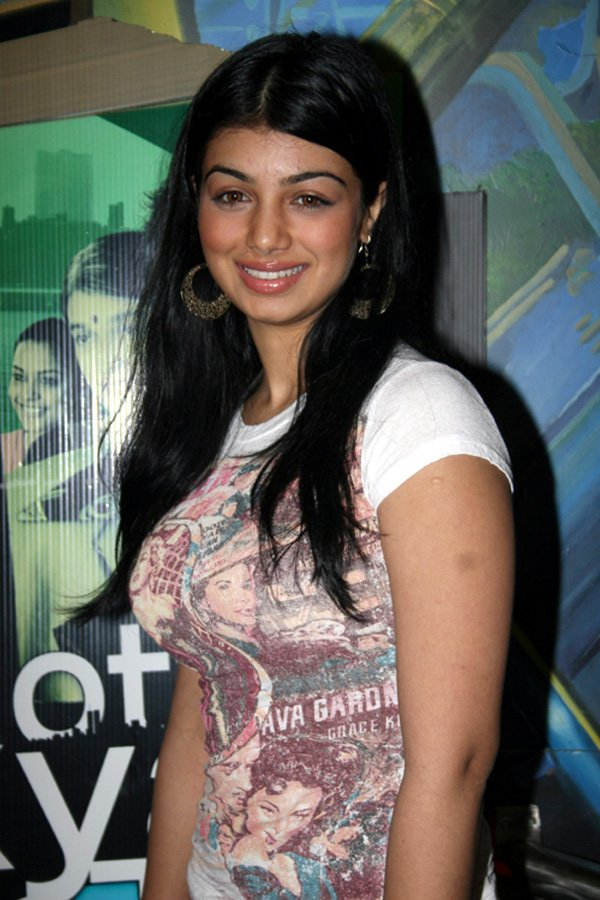
Portrét

Ayesha Takia Azmiová (* 10. dubna 1986, Bombaj) je indická herečka.
Začala hrát ve filmech v roce 2004, stala se jednou z největších bollywoodských hvězd. Jejím manželem je majitel restaurace Farhad Azmi, syn politika Aliho Azmiho.

## Filmografie
- 2004 Taarzan: The Wonder Car
- 2004 Dil Maange More
- 2004 Socha Na Tha
- 2005 Super
- 2006 Yun Hota Toh Kya Hota
- 2007 Salaam-e-Ishq: A Tribute To Love
- 2007 Kya Love Story Hai
- 2007 No Smoking
- 2008 Sunday
- 2008 De Taali
- 2009 8 X 10 Tasveer
- 2010 Paathshala